# أندري دوروف
أندري دوروف (بالروسية: Дуров, Андрей Николаевич)‏ هو لاعب كرة قدم روسي في مركز الدفاع، ولد في 20 فبراير 1977 في فارونيش في روسيا. لعب مع أورال يكاترينبورغ وروتور فولغوغراد ونادي أكاديمية تولياتي لكرة القدم ونادي سكا خاباروفسك.